# Podchloryn sodu
Podchloryn sodu, NaClO – nieorganiczny związek chemiczny, sól sodowa kwasu podchlorawego. Ma charakterystyczny ostry zapach chloru, a pH jego roztworów wynosi 12–13 (czyli jest silnie alkaliczny). W postaci wolnej jest bardzo niestabilny i dlatego głównie stosuje się go w roztworach wodnych. Jest substancją odkażającą (np. wodę w basenach), ponieważ wykazuje silne właściwości utleniające.
Podchloryn sodu można otrzymać np.:
- w wyniku elektrolizy roztworu chlorku sodu
- poprzez dodanie chloru do ługu sodowego

## Zastosowanie

### Przechowywanie warzyw nietrwałych
Takie warzywa jak pomidory, sałata, ogórki, papryka słodka, szpinak, brokuły, jarmuż, cukinia czy ziemniaki łatwo ulegają zepsuciu poprzez dużą wrażliwość na patogeny. Aby zapobiegać procesowi degradacji i gnicia używa się podchlorynu sodu. Warzywa nietrwałe są poddawane obróbce zaraz po zbiorach, lecz nie usuwa ona flory grzybiczej, która jest bezpośrednią przyczyną rozwoju grzybów i pleśni. Skutecznym sposobem unikania degradacji plonów jest dezynfekcja warzyw już na etapie ich mycia przy pomocy podchlorynu sodu.
Woda, którą myje się warzywa powinna mieć temperaturę o 5 °C wyższą od temperatury warzyw (co chroni przed ponownym wnikaniem patogenów przez aparaty szparkowe), zaś jej pH powinno znajdować się w przedziale od 6,8 do 7,2. Zalecane stężenie podchlorynu sodu w wodzie różni się w zależności od warzyw, które mają być myte i tak np. dla pomidorów i młodych ziemniaków wynosi ono 500 - 600 mg/l, a dla grochu cukrowego 50 - 100 mg/l.

### Uzdatnianie wody
Dezynfekcja wody pitnej odbywa się poprzez różne metody chlorowania m.in. poprzez podchloryn sodu. Ta metoda gwarantuje skuteczność wobec bakterii, wirusów i grzybów, a ponadto jest łatwa w stosowaniu. Ważne jest też to, że podchloryn sodu zapewnia ochronę przed wtórnym zakażeniem podczas transportu i przechowywania. Jest to spowodowane tzw. resztkowym stężeniem chloru w wodzie, czyli pozostałości wolnego chloru w wodzie już po samej dezynfekcji. W normalnych warunkach to stężenie powinno wynosić maks. 0,3 mg/l ale w wyjątkowych sytuacjach może to być nawet 2 mg/l.

### Dezynfekcja wody basenowej
W wyniku reakcji podchlorynu sodu z wodą powstaje kwas podchlorawy, który dzięki właściwościom utleniającym znajduje zastosowanie w dezynfekcji wody w zbiornikach wodnych. Ponieważ podchloryn sodu wykazuje odczyn silnie alkaliczny, konieczne jest zobojętnienie pH wody. Stosuje się w tym celu kwas siarkowy. Wyrównanie pH ma znaczenie głównie przez względy bezpieczeństwa, gdyż odczyn zasadowy działa żrąco na skórę i błony śluzowe użytkowników basenu.
Reakcja chloru z wodą:
Cl
2 + H
2O  →  HOCl + HCl
Wśród wad stosowania związków chloru do dezynfekcji można wymienić wysoki potencjał korozyjny (stale nierdzewne narażone są na wystąpienie korozji wżerowej naprężeniowej). Ponadto podchloryn sodu (jak i inne związki chloru) wchodzi w reakcję z mocznikiem, który dostaje się do wody z płynami ustrojowymi (potem, moczem) pochodzącymi od pływaków. Produktem reakcji są chloraminy, które poza nieprzyjemnym zapachem działają drażniąco na skórę i błony śluzowe, mogą przyczyniać się do wystąpienia astmy oraz wywołują korozję elementów stalowych. Chloraminy unoszą się z parą wodną i mogą powodować korozję fragmentów konstrukcji niemających bezpośredniego kontaktu z wodą basenową. Ponadto powstawać może chloroform i dichloroacetonitryl.
Uproszczony przebieg reakcji mocznika i chloru:
Cl
2 + CO(NH
2)
2  →  H
2NCONHCl + Cl−

H
2NCONHCl + HOCl   →   CO(NHCl)
2 + H
2O
CO(NHCl)
2 + HOCl  →  Cl
2NCONHCl + H
2O
Cl
2NCONHCl + HOCl  →  CO(NCl
2)
2 + H
2O
CO(NCl
2)
2 + HOCl  →  CO
2 + NCl
3 + NCl + H+
 + Cl−

### Zastosowanie w endodoncji
Podchloryn sodu w endodoncji najczęściej jest stosowany przy leczeniu kanałowym do rozpuszczania tkanki martwej oraz warstwy mazistej w kanale korzeniowym. W tym celu używa się roztworów o stężeniu 1% do 5%.

### Dezynfekcja w piwowarstwie a podchloryn sodu
Warząc piwo w warunkach domowych zazwyczaj nie ma się możliwości, aby wyjałowić cały sprzęt używany do warzenia piwa, tak jak dzieje się w profesjonalnych browarach. Jednak pewne elementy aparatury trzeba poddać dezynfekcji, aby zapewnić odpowiednie warunki do rozwoju drożdży, które wzrastają dobrze tylko w środowisku w którym jest niewiele bakterii. Powinno dezynfekować się wszystko, co ma kontakt z brzeczką lub młodym piwem, a w szczególności pojemnik fermentacyjny. Do tego celu używa się roztworu podchlorynu sodu o stężeniu 1,5%, który usuwa wszelkie bakterie, wirusy i grzyby.